# Power Rangers: Dino Fury
A műsor 2 évadot élt meg 44 epizóddal. 2021. február 20-től 2022. szeptember 29-ig ment. Amerikában eredetileg a Nickelodeon vetítette,  utána átvette a Netflix. Magyar bemutató ismeretlen.
A Netflix-en is látható sajnos még Magyar szinkronosan nincs fent és nem elérhető Magyarországon.

## Szereplők

### Főszereplő (Dino Fury csapat)
| Szerep                                    | Színész       | Magyar hang |
| ----------------------------------------- | ------------- | ----------- |
| Zayto / Vörös Dino Fury Ranger            | Russell Curry | ?           |
| Zayto / Zenith Dino Fury Ranger           | Russell Curry | ?           |
| Ollie Akana / Kék Dino Fury Ranger        | Kai Moya      | ?           |
| Amelia Jones / Rózsaszín Dino Fury Ranger | Hunter Deno   | ?           |
| Izzy Garcia / Zöld Dino Fury Ranger       | Tessa Rao     | ?           |
| Javi Garcia / Fekete Dino Fury Ranger     | Chance Perez  | ?           |
| Aiyon / Arany Dino Fury Ranger            | Jordon Fite   | ?           |
| Tarrick / Void Knight                     | Jared Turner  | ?           |

### Mellékszereplők
| Szerep               | Színész               | Magyar hang |
| -------------------- | --------------------- | ----------- |
| Solon                | Josephine Davidson    | ?           |
| Vörös Morphin Mester | Daryl Habraken        | ?           |
| Kék Morphin Mester   | Kevin Keys            | ?           |
| Zöld Morphin Mester  | Beth Allen            | ?           |
| Jane Fairview        | Kira Josephson        | ?           |
| J-Borg               | Victoria Abbott       | ?           |
| Stan                 | Noah Paul             | ?           |
| Doctor Lani Akana    | Shavaughn Ruakere     | ?           |
| Warden Carlos Garcia | Blair Strang          | ?           |
| Rina Garcia          | Saraid De Silva       | ?           |
| Lily                 | Sarah Dalton          | ?           |
| Ed “Pop-Pop” Jones   | Greg Johnson          | ?           |
| Fern                 | Jacqueline Joe        | ?           |
| Adrian               | Max Crean             | ?           |
| Beatrice Cotton      | Margaret-Mary Hollins | ?           |
| Blair Bartlett       | Robbie Evison         | ?           |
| Orria                | Brooke Peterson       | ?           |
| Zayto’s Anya         | Jen Van Epps          | ?           |
| Mick Kanic           | Kelson Henderson      | ?           |
| Nibyro Guardian      | Michael Hurst         | ?           |
| General Shaw         | Teuila Blakely        | ?           |
| Santa Claus          | John Sumner           | ?           |
| Tarrick              | Jared Turner          | ?           |
| Santaura             | Siobhan Marshall      | ?           |

### Gonosztevők
| Szerep                            | Színész          | Magyar hang |
| --------------------------------- | ---------------- | ----------- |
| Tarrick / Void Knight / Void King | Jared Turner     | ?           |
| Santaura / Void Queen             | Siobhan Marshall | ?           |
| Mucus (Galóca)                    | Torum Heng       | ?           |
| Boomtower                         | Mark Mitchinson  | ?           |
| Slyther                           | Campbell Cooley  | ?           |
| Wreckmate                         | John Leigh       | ?           |
| Snageye                           | Steve McCleary   | ?           |
| Nulleye                           | Steve McCleary   | ?           |
| Lord Zedd                         | Andrew Laing     | ?           |
| Reaghoul                          | Geoffrey Dolan   | ?           |
| Scrozzle                          | Campbell Cooley  | ?           |
| Lothorn                           | Julian Wilson    | ?           |
| Sizzurai                          | Adrian Smith     | ?           |
| Boomblaster                       | Mark Mitchinson  | ?           |

### Szörnyek (1.évad) (Sporix Beasts)
| Szerep     | Színész                | Magyar hang |
| ---------- | ---------------------- | ----------- |
| Shockhorn  | Jamie Linehan (hang)   | ?           |
| Vypeera    | Rachelle Duncan (hang) | ?           |
| Draknarok  | Richard Simpson (hang) | ?           |
| Brineblast | Jason Smith (hang)     | ?           |
| Smashstone | Barry Duffield (hang)  | ?           |
| Doomsnake  | Steven Lyons (hang)    | ?           |
| Wolfgang   | Guy Langford (hang)    | ?           |
| Roostafa   | Tom Kane (hang)        | ?           |
| Tombtress  | Kira Josephson (hang)  | ?           |
| Fogshell   | Steven Lyons (hang)    | ?           |
| Tidemare   | Richard Simpson (hang) | ?           |
| Trawler    | Mark Wright (hang)     | ?           |
| Stone Rad  | Steve McCleary (hang)  | ?           |
| Stone Sad  | Steve McCleary (hang)  | ?           |
| Stone Mad  | Steve McCleary (hang)  | ?           |
| Boneswitch | Julian Wilson (hang)   | ?           |

### Szörnyek (2.évad) (Sporix Beasts)
| Szerep       | Színész                    | Magyar hang |
| ------------ | -------------------------- | ----------- |
| Unnamed      | Lori Dungey (hang)         | ?           |
| Bitscreem    | Estevez Gillespie (hang)   | ?           |
| Occulo       | David Mackie (hang)        | ?           |
| Junkalo      | Michael Saccente (hang)    | ?           |
| Squashblight | John Leigh (hang)          | ?           |
| Trackenslash | Stephen Butterworth (hang) | ?           |
| Flapnarok    | Penny Ashton (hang)        | ?           |
| Hexcurio     | Paul Barrett (hang)        | ?           |
| Quickspine   | Paul Waggott (hang)        | ?           |
| Sugarhit     | Richard Simpson (hang)     | ?           |
| Clawfare     | Andy Faulkner (hang)       | ?           |
| Crashflood   | Dallas Barnett (hang)      | ?           |

### Magyar változat
A szinkront az ? készítette.
- Magyar szöveg:
- Vágó:
- Hangmérnök:
- Operatív vezető:
- Szinkronrendező:
- Produkciós vezető:

További magyar hangok:

### Dinó Fury Fegyverek
- Dinó Kulcsok

## Évados áttekintés
| Évad | Évad | Részek száma | Részek száma | Eredeti sugárzás  | Eredeti sugárzás                   | Eredeti adó         | Magyar sugárzás | Magyar sugárzás | Magyar adó |
| Évad | Évad | Részek száma | Részek száma | Évadbemutató      | Évadzáró                           | Eredeti adó         | Évadbemutató    | Évadzáró        | Magyar adó |
| ---- | ---- | ------------ | ------------ | ----------------- | ---------------------------------- | ------------------- | --------------- | --------------- | ---------- |
|      | 1.   | 22           | 22           | 2021. február 20. | 2021. június 15. 2021. október 15. | Nickelodeon Netflix | n. a.           | n. a.           | n. a.      |
|      | 2.   | 22           | 22           | 2022. március 3.  | 2022. szeptember 29.               | Nickelodeon Netflix | n. a.           | n. a.           | n. a.      |

## Epizód

### 1. évad (28.évad 2021)
| Sor. | Év. | Cím                     | Rendező             | Író                                                                                          | Premier                         | Nézettség   |
| ---- | --- | ----------------------- | ------------------- | -------------------------------------------------------------------------------------------- | ------------------------------- | ----------- |
| 920. | 1.  | "Destination Dinohenge" | Charlie Haskell     | Becca Barnes & Alwyn Dale                                                                    | 2021. február 20. (Nickelodeon) | 0,34 millió |
| 921. | 2.  | "Sporix Unleashed"      | Charlie Haskell     | Alwyn Dale & Becca Barnes                                                                    | 2021. február 27. (Nickelodeon) | 0,34 millió |
| 922. | 3.  | "Lost Signal"           | Chris Graham        | Becca Barnes & Alwyn Dale                                                                    | 2021. március 6. (Nickelodeon)  | 0,33 millió |
| 923. | 4.  | "New Recruits"          | Chris Graham        | Történet: Alwyn Dale & Becca Barnes Tévéjáték: Alwyn Dale                                    | 2021. március 20. (Nickelodeon) | 0,23 millió |
| 924. | 5.  | "Winning Attitude"      | Chris Graham        | Történet: Becca Barnes & Alwyn Dale Tévéjáték:                                               | 2021. március 27. (Nickelodeon) | 0,28 millió |
| 925. | 6.  | "Superstition Strikes"  | Michael Hurst       | Történet: Alwyn Dale, Becca Barnes & Maiya Thompson Tévéjáték: Maiya Thompson                | 2021. április 3. (Nickelodeon)  | 0,31 millió |
| 926. | 7.  | "Stego Search"          | Michael Hurst       | Történet: Becca Barnes & Alwyn Dale Tévéjáték: Guy Langford                                  | 2021. április 7. (Nickelodeon)  | 0,27 millió |
| 927. | 8.  | "Unexpected Guest"      | Michael Hurst       | Történet: Alwyn Dale & Becca Barnes Tévéjáték: Maiya Thompson                                | 2021. április 17. (Nickelodeon) | 0,27 millió |
| 928. | 9.  | "Cut Off"               | Charlie Haskell     | Történet: Becca Barnes, Alwyn Dale, Guy Langford & Maiya Thompson Tévéjáték: Guy Langford    | 2021. június 15. (Netflix)      | 0,31 millió |
| 929. | 10. | "Phoning Home"          | Charlie Haskell     | Történet: Alwyn Dale, Becca Barnes, Maiya Thompson & Guy Langford Tévéjáték: Maiya Thompson  | 2021. június 15. (Netflix)      | 0,27 millió |
| 930. | 11. | "McScary Manor"         | Charlie Haskell     | Történet: Becca Barnes & Alwyn Dale Tévéjáték: Johnny Hartmann                               | 2021. június 15. (Netflix)      | 0,17 millió |
| 931. | 12. | "Super Hotshot"         | Chris Graham        | Történet: Alwyn Dale, Becca Barnes, Maiya Thompson & Guy Langford Tévéjáték: Johnny Hartmann | 2021. október 9. (Nickelodeon)  | 0,37 millió |
| 932. | 13. | "The Matchmaker"        | Chris Graham        | Történet: Becca Barnes, Alwyn Dale, Guy Langford & Maiya Thompson Tévéjáték: Maiya Thompson  | 2021. október 15. (Netflix)     | 0,25 millió |
| 933. | 14. | "Old Foes"              | Chris Graham        | Történet: Becca Barnes & Alwyn Dale Tévéjáték: Johnny Hartmann                               | 2021. október 15. (Netflix)     | 0,11 millió |
| 934. | 15. | "Storm Surge"           | Chris Graham        | Történet: Becca Barnes, Alwyn Dale & Maiya Thompson Tévéjáték: Maiya Thompson                | 2021. október 15. (Netflix)     | 0,18 millió |
| 935. | 16. | "Ancient History"       | Caroline Bell Booth | Történet: Becca Barnes, Alwyn Dale & Guy Langford Tévéjáték: Guy Langford                    | 2021. október 15. (Netflix)     | 0,14 millió |
| 936. | 17. | "Our Hero"              | Caroline Bell Booth | Történet: Alwyn Dale, Becca Barnes, Guy Langford & Maiya Thompson Tévéjáték: Guy Langford    | 2021. október 15. (Netflix)     | 0,18 millió |
| 937. | 18. | "Crossed Wires"         | Caroline Bell Booth | Történet: Alwyn Dale, Becca Barnes & Guy Langford Tévéjáték: Guy Langford                    | 2021. október 15. (Netflix)     | 0,20 millió |
| 938. | 19. | "The Makeover"          | Michael Hurst       | Történet: Becca Barnes & Alwyn Dale Tévéjáték: Maiya Thompson & Guy Langford                 | 2021. október 15. (Netflix)     | 0,17 millió |
| 939. | 20. | "Waking Nightmares"     | Michael Hurst       | Történet: Alwyn Dale & Becca Barnes Tévéjáték: Guy Langford                                  | 2021. október 15. (Netflix)     | 0,21 millió |
| 940. | 21. | "Void Trap"             | Michael Hurst       | Történet: Becca Barnes & Alwyn Dale Tévéjáték: Maiya Thompson                                | 2021. október 15. (Netflix)     | 0,23 millió |
| 941. | 22. | "Secret Santa"          | Caroline Bell Booth | Történet: Guy Langford, Maiya Thompson, Alwyn Dale & Becca Barnes Tévéjáték: Johnny Hartmann | 2021. október 15. (Netflix)     | 0,22 millió |

### 2. évad (29.évad 2022)
| Sor. | Év. | Cím                | Rendező             | Író                                                                                         | Premier              |
| ---- | --- | ------------------ | ------------------- | ------------------------------------------------------------------------------------------- | -------------------- |
| 942. | 1.  | "Numero Uno"       | Charlie Haskell     | Történet: Becca Barnes, Alwyn Dale & Maiya Thompson Tévéjáték: Johnny Hartmann              | 2022. március 3.     |
| 943. | 2.  | "The Festival"     | Robyn Grace         | Történet: Alwyn Dale, Becca Barnes Tévéjáték: Johnny Hartmann                               | 2022. március 3.     |
| 944. | 3.  | "Missing Pieces"   | Charlie Haskell     | Történet: Becca Barnes, Alwyn Dale & Maiya Thompson Tévéjáték: Guy Langford                 | 2022. március 3.     |
| 945. | 4.  | "Tiny Trouble"     | Charlie Haskell     | Történet: Becca Barnes, Alwyn Dale & Maiya Thompson Tévéjáték: Maiya Thompson               | 2022. március 3.     |
| 946. | 5.  | "Stitched Up"      | Robyn Grace         | Történet: Alwyn Dale, Becca Barnes, Maiya Thompson & Guy Langford Tévéjáték: Maiya Thompson | 2022. március 3.     |
| 947. | 6.  | "Jam Session"      | Robyn Grace         | Történet: Alwyn Dale & Becca Barnes Tévéjáték: Johnny Hartman, Becca Barnes & Alwyn Dale    | 2022. március 3.     |
| 948. | 7.  | "New Leaf"         | Robyn Grace         | Történet: Becca Barnes, Alwyn Dale & Maiya Thompson Tévéjáték: Maiya Thompson               | 2022. március 3.     |
| 949. | 8.  | "Serious Business" | Caroline Bell Booth | Történet: Alwyn Dale & Becca Barnes Tévéjáték: Johnny Hartman                               | 2022. március 3.     |
| 950. | 9.  | "The Hunt"         | Caroline Bell Booth | Történet: Alwyn Dale & Becca Barnes Tévéjáték: Maiya Thompson                               | 2022. március 3.     |
| 951. | 10. | "Losers Weepers"   | Caroline Bell Booth | Történet: Becca Barnes, Alwyn Dale & Guy Langford Tévéjáték: Guy Langford                   | 2022. március 3.     |
| 952. | 11. | "The Copycat"      | Robyn Grace         | Történet: Alwyn Dale & Becca Barnes Tévéjáték: Guy Langford                                 | 2022. március 3.     |
| 953. | 12. | "Ultimate Mystery" | Robyn Grace         | Történet: Becca Barnes & Alwyn Dale Tévéjáték: Johnny Hartman                               | 2022. szeptember 29. |
| 954. | 13. | "Love Hate"        | Robyn Grace         | Történet: Alwyn Dale & Becca Barnes Tévéjáték: Maiya Thompson                               | 2022. szeptember 29. |
| 955. | 14. | "Rafkon Revealed"  | Chris Graham        | Történet: Becca Barnes & Alwyn Dale Tévéjáték: Maiya Thompson                               | 2022. szeptember 29. |
| 956. | 15. | "Morphin Master"   | Chris Graham        | Történet: Alwyn Dale & Becca Barnes Tévéjáték: Maiya Thompson                               | 2022. szeptember 29. |
| 957. | 16. | "Wishful Thinking" | Chris Graham        | Történet: Becca Barnes & Alwyn Dale Tévéjáték: Guy Langford                                 | 2022. szeptember 29. |
| 958. | 17. | "Things Unspoken"  | Charlie Haskell     | Történet: Alwyn Dale & Becca Barnes Tévéjáték: Maiya Thompson                               | 2022. szeptember 29. |
| 959. | 18. | "Guilt Trip"       | Charlie Haskell     | Történet: Becca Barnes & Alwyn Dale Tévéjáték: Maiya Thompson                               | 2022. szeptember 29. |
| 960. | 19. | "Bad Vibes"        | Charlie Haskell     | Történet: Alwyn Dale & Becca Barnes Tévéjáték: Johnny Hartman                               | 2022. szeptember 29. |
| 961. | 20. | "The Invasion"     | Craig Wilson        | Történet: Becca Barnes & Alwyn Dale Tévéjáték: Guy Langford, Cameron Dixon & Steve McCleary | 2022. szeptember 29. |
| 962. | 21. | "The Truth"        | Simon Bennett       | Alwyn Dale & Becca Barnes                                                                   | 2022. szeptember 29. |
| 963. | 22. | "The Nemesis"      | Simon Bennett       | Becca Barnes & Alwyn Dale                                                                   | 2022. szeptember 29. |